# Beyond the Seventh Wave
Beyond the Seventh Wave is het vierde studioalbum van de Nederlandse progrockband Silhouette. De thematiek van dit conceptalbum zijn onschuldig vastzitten en de hang naar vrijheid. De band haalde inspiratie uit onder meer de roman Papillon van Henri Charrière (de gevangene ontsnapte destijds via een "zevende golf"). Tijdens de opname verliet Gerrit-Jan Bloemink de band en werd vervangen door Jurjen Bergsma. Het album werd gepresenteerd tijdens een concert in de Cultuurpodium Boerderij, november 2014. Daarna volgde een concertreeks, waarbij een concert in Alphen aan den Rijn werd vastgelegd voor het livealbum Staging the seventh wave.
Het album kreeg een progaward van het blad IO Pages.

## Personeel
- Brian de Graeve – zang, akoestische gitaar
- Daniel van der Weijde – gitaar
- Gerrit-Jan Bloemink, Jurjen Bergsma – basgitaar
- Erik Laan – zang, toetsinstrumenten, baspedalen, basgitaar
- Rob van Nieuwenhuizen – slagwerk, percussie

Met
- Laura ten Voorde – viool
- Tamara van Koetsveld – klarinet
- Ruben van Kruistum – cello
- Ton Scherpenzeel – Moog-synthesizer
- MaryO – dwarsfluit, achtergrondzang

## Muziek
Alles geschreven door De Grave en Laan.

| Nr. | Titel                          | Duur  |
| --- | ------------------------------ | ----- |
| 1.  | Prologue                       | 2:32  |
| 2.  | Betrayed                       | 1:42  |
| 3.  | Web Of lies (part 1: The Vow)  | 8:20  |
| 4.  | Web Of Lies (part 2: The Plot) | 4:31  |
| 5.  | In Solitary                    | 6:16  |
| 6.  | Escape                         | 5:14  |
| 7.  | Lost Paradise                  | 10:19 |
| 8.  | Betrayed Again                 | 1:25  |
| 9.  | Devil's Island                 | 8;55  |
| 10. | Beyond The Seventh Wave        | 7:39  |
| 11. | Wings To Fly                   | 5:09  |

Van Escape verscheen een videoclip,  In solitary verscheen op downloadsingle.